# Вернор Вінжі
Ве́рнор Вінжі (англ. Vernor Vinge(i[ˈvɪndʒi]; 10 лютого 1944, Вокеша, Вісконсин — 20 березня 2024, Сан-Дієго, Каліфорнія) — американський математик, програміст і письменник. Його найвідоміші романи: «Полум'я над безоднею» (A Fire upon the Deep, 1992), «Глибина у небі» (Deepness in the Sky, 1999) та «Кінець веселок» (Rainbows End, 2006), які нагороджені премією «Г'юго». Також він автор концепції технологічної сингулярності і один з перших описав кіберпростір
Один з найцікавіших письменників-фантастів, людина, яку називають «найсерйознішим автором гостросюжетної прози». Твори Вернора Вінжі завжди вирізняються продуманим до дрібниць сюжетом, чітко окресленими характерами та емоційністю.

## Біографія
Вернор Вінжі народився в містечку Вокеша (штат Вісконсин) у сім'ї географів. Початок свого життя провів у Мічигані, з раннього віку цікавився наукою і зокрема комп'ютерами. Закінчив державний університет штату Мічиган за спеціальністю комп'ютерні науки, згодом здобув ступінь доктора філософії. Протягом тридцяти років викладав математику і комп'ютерні науки в університеті Сан-Дієго, доки 2000 року не звільнився, щоб повністю присвятити себе «творчій» роботі.
Його першу працю — оповідання «Розміщення» (англ. Apartness, 1965) було надруковано в червні 1965 року в журналі «Нові світи». Відтоді він став регулярним автором на сторінках науково-фантастичних журналів протягом кінця 60-х — початку 70-х років. 1969 року вийшов перший роман письменника — «Світ Грімм» (англ. «Grimm's World»), який він розширив з оповідання «Історія Грім» (англ. Grimm's Story), опублікованого роком раніше в збірнику Orbit 4. Згодом, 1975 року, виходить його другий роман — «Дотепник» (англ. «The Witling»), проте справжню славу Віндж здобуває 1981 року, з виходом повісті «Істинні імена» (англ. «True Names»), в якій уперше з'являється концепція кіберпростору. Певні ідеї з цього твору підхоплено і втілено іншими авторами в новому літературному жанрі — кіберпанк. Мова йде про таких письменників, як Вільям Гібсон, Ніл Стівенсон тощо.
Наступні два романи Вінжі — «Мирна війна» (англ. «The Peace War», 1984), «Покинуті в реальному часі» (англ. «Marooned in Realtime», 1986) — номінувались на премію «Г'юго», але поступились конкурентам: романам Вільяма Гібсона та Орсона Скотта Карда відповідно. Натомість три наступні романи автора цю премію отримали: «Полум'я над безоднею» (англ. «A Fire Upon the Deep», 1992), «Глибина у небі» (англ. «A Deepness in the Sky», 1999) і «Кінець веселок» (англ. «Rainbow's End», 2006).
Роман «Глибина у небі» — став однією з найпомітніших подій у жанрі наукової фантастики 90-х років. Він здобув однакове визнання як у критиків, так і читачів та поставив Вернора Вінжі на один щабель з такими авторами, як Ден Сіммонс.

## Цікаві факти
- Протягом 1972—1979 років перебував у шлюбі з відомою письменницею-фантастом Джоан Д. Вінжі. На думку читачів, у певний період він «відійшов у тінь» своєї дружини. Проте, як вважає більшість критиків, твори Вернора носять набагато серйозніший і глибший характер, аніж Джоан.
- Письменник — прихильник вільного програмного забезпечення. Зокрема, майже щорічно, Вінжі входить до складу комітету Free Software Foundation з вручення премії за прогрес у сфері вільного програмного забезпечення.

## Нагороди
- 1987 — Премія «Прометей» в категорії найкращий роман  — «Покинуті в реальному часі»
- 1991 — Премія «Г'юго» за найкращий роман — «Полум'я над безоднею»
- 2000 — Меморіальна премія імені Джона Кемпбелла — «Глибина у небі»
- 2000 — Премія «Г'юго» за найкращий роман — «Глибина у небі»
- 2000 — Премія «Прометей» в категорії найкращий роман — «Глибина у небі»
- 2002 — Премія «Г'юго» за найкращу повість — «Швидкі часи у школі Фермонт» (англ. Fast Times at Fairmont High)
- 2004 — Занесення в зал слави премії Прометей — «Некеровані» (англ. The Ungoverned, 1987)
- 2004 — Премія «Локус» за найкращу повість — «Кукі-монстр» (англ. The Cookie Monster)
- 2004 — Премія «Г'юго» за найкращу повість — «Кукі-монстр»
- 2007 — Премія «Г'юго» за найкращий роман — «Кінець веселок»